# Hoe lang heb ik te leven
Hoe lang heb ik te leven is een nummer van de Nederlandse band Volumia! uit 2000. Het is de tweede single van hun tweede studioalbum Wakker.
"Hoe lang heb ik te leven" werd een kleine hit in het Nederlandse taalgebied. Het nummer bereikte een bescheiden 27e positie in de Nederlandse Top 40, terwijl in Vlaanderen de 2e positie in de Tipparade werd gehaald. Hiermee was de plaat, afgezien van Het is over, minder succesvol dan de vorige singles van Volumia!.

## Tracklijst
- Cd-single

1. "Hoe lang heb ik te leven" - 3:59
2. "Hoe lang heb ik te leven" (instrumentaal) - 3:59
3. "Geef me je hand" - 3:26
4. "Machteloos" - 2:45